# Salyan (quận)
Salyan (tiếng Azerbaijan:Salyan) là một quận thuộc Azerbaijan. Dân số thời điểm năm 2012 là 111973 người.